# Filip Đukić
Filip Đukić (også kendt som Filip Djukić, født 6. august 1999) er en montenegrinsk fodboldspiller, der spiller som målmand for Viborg FF og Montenegros fodboldlandshold.

## Karriere

### Ungdom
Filip Đukić blev født i Hvidovre, Danmark, og startede sin fodboldkarriere i Rosenhøj Boldklub. I 2012 skiftede han til F.C. København’s ungdomshold.

### Hvidovre Idrætsforening
I 2018 skrev Filip Đukić kontrakt med Hvidovre IF. Den 15. august 2018 debuterede Filip for Hvidovre mod Fremad Amager i en DBU Pokalkamp. Kampen endte med en 2-0 tab til Hvidovre. Den 27. januar 2021 skiftede Filip Đukić tilbage til Hvidovre efter mindre end et år i Fremad Amager. Den 16. juni 2021 forlængede Filip og Marco Brylov sin kontrakt med Hvidovre. Den 12. juli 2023 forlængede Filip igen kontrakten med Hvidovre, som betød at han skulle spille for klubben i Superligaen i 2023-24 sæsonen. Den 21. juli 2023 spillede Filip sin første kamp i Superligaen mod FC Midtjylland, som også var åbningskampen til 2023-24 sæsonen.

### Boldklubben Fremad Amager
Den 31. oktober 2020 skiftede Filip Đukić til Fremad Amager.